# 灰鼯鼠
灰鼯鼠（学名：Petaurista xanthotis）为松鼠科鼯鼠属的动物，是中国的特有物种。分布于西藏、甘肃、青海、云南、四川等地，多生活于海拔3000米以上的山地针叶林带。该物种的模式产地在四川宝兴。

## 保护
本种于2023年被收录入《有重要生态、科学、社会价值的陆生野生动物名录》。